# 어빈 솔 코언
어빈 솔 코언(영어: Irvin Sol Cohen IPA: [ˈɝvɪn sɒl ˈkoʊən], 1917~1955)은 미국의 수학자이다. 가환대수학에 공헌하였다.

## 생애
1917년에 태어났다. 아버지는 랠프 코언(영어: Ralph A. Cohen, 1887~1961), 어머니는 로즈 리어 신들러(영어: Rose Leah Sindler, 1892~1944)이다.
1942년에 오스카 자리스키 밑에서 존스 홉킨스 대학교에서 박사 학위를 수여받았다. 그 박사 학위 논문은 완비 국소환의 구조론에 대한 것이었으며, 가환대수학에서 매우 중요한 정리이다. 1948년에 매사추세츠 공과대학교의 수학 교수가 되었다.
1955년 2월에 오스카 자리스키를 방문하였고, 곧 2월 14일에 37세의 나이로 자살하였다. 볼티모어에 매장되었다. 이에 대하여 자리스키는 다음과 같이 적었다.
| “ | 좋은 과학자 — 창조적인 인물 — 가 되기 위해서는 여러 조건들이 충족되어야 한다. 코언은 혼자서는 자신이 생산적이지 못하다는 것을 깨달았다. 그는 스스로와 타인에 대하여 매우 비판적이었으며, 결국 스스로의 박사 학위 논문을 초월할 수 없다고 생각하게 되었다. 그는 매우 추상적인 대수학에 심취하다가, 결국 더 이상 직관이 존재하지 않는다는 것을 깨달았다. 그는 자신의 업적에 실망했으며, 결국 — 치명적으로 — 자신의 능력에 대하여 실망하게 되었다. Many things are necessary to make a good scientist, a creative man, and left on his own Cohen found himself unproductive. Highly critical of himself and others, he believed that nothing he ever wrote was as good as his thesis. He became increasingly involved with abstract algebra until he found himself at a certain point without ground under his feet. He became disappointed in his work and, finally, fatally, in his own ability. | ” |
|   | — :64, Chapter 9 |   |